# Stadio Pino Zaccheria
Stadio Pino Zaccheria – stadion piłkarski znajdujący się w mieście Foggia we Włoszech. Jest obecnie używany głównie dla meczów piłki nożnej. Swoje mecze rozgrywa na nim drużyna piłkarska US Foggia. Stadion może pomieścić 25 085 widzów. W 1946 roku stadion został nazwany imieniem Pino Zaccheria, dzielnego porucznika i sportowca z Foggii, pioniera miejscowej koszykówki, który 4 kwietnia 1941 zginął walcząc na froncie greckim w Tiranie. Charakterystyki stadionu spełniają kryteria klasyfikacji UEFA kategorii 3.

## Historia
Stadion został otwarty 22 listopada 1925 roku. Znajduje się w pobliżu kościoła Carmine, Borgo Serpente, po lewej stronie Tiro a Segno Nazionale. Zbudowano mur i drewnianą trybunę przy Via Ascoli i 6 kwietnia 1928 administracja ogłosiła o utworzeniu Campo Sportivo del Littorio.
18 marca 1931 rozpoczęła się budowa żelbetonowej trybuny z 1500 miejsc, zaprojektowanej przez inż. Piero Marchini, która została otwarta 28 października 1932 roku. W 1937 roku rozpoczęto prace nad wymianą drewnianej trybuny na konstrukcję żelbetonową. 30 kwietnia 1938 roku został otwarty tor lekkoatletyczny.
W 1950 roku, po zakończeniu budowy przejścia podziemnego, rozpoczęto prace w zakresie rozszerzenia o nowe przebieralnie i prysznice. Rozbudowywano również trybuny. W roku 1951 stadion otrzymuje nową murawę na boisku. W 1964 roku, w rocznicę debiutu w Serie A, pojemność stadionu została rozszerzona do całkowitej pojemności przekraczającej 20 tys. miejsc i usunięto bieżnię lekkoatletyczną. W następnym roku pole gry wreszcie ustępuje trawie. W 1974 roku zbudowano nową trybunę wschodnią, która może pomieścić 7 121 miejsc. W roku 1980 dwie nowe trybuny są wykonane z betonu zbrojonego, odpowiednio, o pojemności 5 871 miejsc (trybuna południowa) i 5 846 (trybuna północna). W 1985 roku została wymieniona murawa i oddano do użytku nowy system oświetlenia. 22 września 1991 roku zainaugurowana nowa trybuna zachodnia, w stanie pomieścić 6 247 miejsc. 
W 1998 roku stadion został wyposażony w siedzenia i pojemność jego zredukowano do 25 085 miejsc.
W 2010 roku wymieniono murawę w wyniku szkody powstałej po letnim koncercie Erosa Ramazzottiego. 19 kwietnia 2012 r. północna trybuna stadionu została nazwana imieniem Francesco Mancini, byłego bramkarza US Foggia, który zmarł 30 marca 2012 roku. W październiku 2013 r. zakończono remont północnej trybuny.
21 grudnia 1991 roku stadion gościł po raz pierwszy narodową reprezentację w meczu eliminacyjnym ME-92 z Cyprem i świętował wygraną 2-0 (gole Gianluca Vialli i Roberto Baggio).
Oprócz tego, stadion gościł mecze Coppa Mitropa 1992 i Mediterraneo 1997.